# Turn Me On
«Turn Me On» es una canción realizada por el disc jockey y productor francés David Guetta, con la colaboración de la cantante y rapera trinitense Nicki Minaj. Incluida en el quinto álbum de estudio de Guetta, Nothing but the Beat y posteriormente incluida en la versión de lujo del álbum Pink Friday: Roman Reloaded.
Fue compuesta por David Guetta junto a Giorgio Tuinfort, Nicki Minaj, Ester Dean, quien anteriormente contribuyó con Minaj en la composición de su sencillo, «Super Bass»; además del productor italiano Giovanni Romano, bajo el alias "Black Raw", integrante del trío de música house Daddy's Groove. Ha sido elegido como el quinto sencillo de este álbum, se publicó el 8 de diciembre de 2011,  y pocos días después, se empezó a difundir en las radioemisoras mainstream de los Estados Unidos. Un EP de remezclas fue lanzado internacionalmente a finales de enero de 2012 y se lanzó oficialmente en febrero de 2012 en Estados Unidos y Canadá. Hasta septiembre de 2012, el sencillo lleva vendido 2 337 000 copias en los Estados Unidos.
Esta canción ha sido una de las más exitosas y de las más vistas en YouTube de David, cuenta con más de 290 000 000 de reproducciones; sobresaliendo comercialmente frente a otros de sus sencillos del mismo álbum, como «Titanium», «Where Them Girls At» y «Play Hard», siendo «Turn Me On» la segunda canción más vendida de Guetta en la Billboard Hot 100, solo por detrás de «Without You».

## Antecedentes
Guetta se refirió en una entrevista en Billboard, acerca de la canción y de la labor de Nicki Minaj en esta canción: 

«Estoy muy orgulloso del trabajo que Nicki realizó en este álbum, porque la conocemos con su particular rapeo furioso, pero en este registro que obtuvimos de ella, nos admiró su manera de cantar. El mundo va a estar sorprendido...»

«Turn Me On» es una canción de dance uptempo, con beats pesados y encontrámos a Minaj en una versión relajada y armónica.
Las remezclas de este sencillo están a cargo de varios productores, como los franceses Michael Calfan y Sebastien Drums, y una reversión del mismo Guetta junto al productor holandés Laidback Luke. Ya se había incluido en una edición especial de Nothing but the Beat, en la versión Party Mix del álbum en diciembre de 2011, el remix de otro productor holandés, Sidney Samson, un habitual remixer de los trabajos de Guetta.
Esta fue una de las canciones elegidas para WrestleMania XXVIII junto con Invincible en Sun Life Stadium.

## Video musical
El video musical fue filmado en noviembre de 2011, en los estudios de Universal Studios, bajo la dirección de Sanji. Mientras se lanzó en la cuenta de David Guetta en VEVO, un video promocional, con la letra de la canción, dirigido por Liam Harrison.
El 27 de enero de 2012, se lanzó un video teaser, del video final con una duración de 42 segundos en la cuenta de Guetta en VEVO. Finalmente, el 31 de enero de 2012, se lanzó el video oficial de la canción, a través de la cuenta oficial de Guetta en Youtube.

### Trama del video
La trama de este muestra a David Guetta como un científico que crea figuras robóticas que toman vida. Una de ellas es Minaj, que se pasea por la ciudad llena de maniquíes llamando la atención de estos por su belleza, mientras los maniquíes masculinos van tras Minaj, las maniquíes femeninas deciden ir a donde esta Guetta, para que las haga bellas como Minaj. Al final descubren que Guetta, tiene un cuerpo metálico, mientras que Minaj escapa en un caballo tras ser seducida por los maniquíes masculinos.

## Formatos
| EP digital. |                                                   |          |  |
| N.º         | Título                                            | Duración |  |
| 1.          | «Turn Me On» (Versión original)                   | 3:20     |  |
| 2.          | «Turn Me On» (Michael Calfan Remix)               | 5:43     |  |
| 3.          | «Turn Me On» (David Guetta & Laidback Luke Remix) | 5:08     |  |
| 4.          | «Turn Me On» (Sidney Samson Remix)                | 5:54     |  |
| 5.          | «Turn Me On» (JP Candela Remix)                   | 7:02     |  |
| 6.          | «Turn Me On» (Sebastien Drums Remix)              | 6:19     |  |
| 7.          | «Turn Me On» (Versión extendida)                  | 4:37     |  |

## Posicionamiento en listas y certificaciones
| Lista (2011-2012)                       | Mejor posición |
| --------------------------------------- | -------------- |
| Alemania (Offizielle Deutsche Charts)   | 6              |
| Australia (ARIA)                        | 3              |
| Austria (Ö3 Austria Top 40)             | 5              |
| Bélgica (Flandes) (Ultratop 50)         | 23             |
| Bélgica (Valonia) (Ultratop 50)         | 10             |
| Canadá (Canadian Hot 100)               | 3              |
| Canadá (CHR/Top 40)                     | 1              |
| Colombia (Top del 40 al 1)              | 10             |
| Colombia (World Dance Music)            | 1              |
| Colombia (Top 20)                       | 2              |
| República Checa (Rádio Top 100)         | 26             |
| Croacia (Airplay Radio Chart)           | 22             |
| Dinamarca (Tracklisten)                 | 27             |
| Escocia (The Official Charts Company)   | 9              |
| España (Top 100 Canciones)              | 30             |
| Estados Unidos (Billboard Hot 100)      | 4              |
| Estados Unidos (Adult Top 40)           | 27             |
| Estados Unidos (Hot Dance Club Songs)   | 1              |
| Estados Unidos (Dance/Mix Show Airplay) | 1              |
| Estados Unidos (Hot R&B/Hip-Hop Songs)  | 92             |
| Estados Unidos (Mainstream Top 40)      | 2              |
| Estados Unidos (Rhythmic)               | 4              |
| Finlandia (OFC)                         | 17             |
| Francia (SNEP)                          | 10             |
| Hungría (Dance Top 40)                  | 6              |
| Hungría (Rádiós Top 40)                 | 9              |
| Irlanda (IRMA)                          | 4              |
| Japón (Japan Hot 100)                   | 83             |
| México (Billboard Mexican Airplay)      | 34             |
| Noruega (VG-lista)                      | 15             |
| Nueva Zelanda (Recorded Music NZ)       | 2              |
| Países Bajos (Dutch Top 40)             | 26             |
| Polonia (ZPAV)                          | 1              |
| Reino Unido (UK Singles Chart)          | 8              |
| Reino Unido (UK Dance Chart)            | 2              |
| Rumania (Romanian Top 100)              | 75             |
| Suecia (Sverigetopplistan)              | 29             |
| Suiza (Schweizer Hitparade)             | 6              |
| Venezuela (Pop Rock General)            | 3              |

| Lista (2012)                        | Posición |
| ----------------------------------- | -------- |
| Alemania Media Control Charts       | 51       |
| Canadá Canadian Hot 100             | 29       |
| Estados Unidos Billboard Hot 100    | 35       |
| Estados Unidos Hot Dance Club Songs | 11       |
| Reino Unido UK Singles Chart        | 35       |

## Certificaciones
| País           | Organismo certificador | Certificación | Simbolización | Ventas  | Ref.   |
| -------------- | ---------------------- | ------------- | ------------- | ------- | ------ |
| Australia      | ARIA                   | 3× Platino    | 3▲            | 210 000 | [ 57 ] |
| Austria        | IFPI Austria           | Oro           | ●             | 15 000  | [ 58 ] |
| Canadá         | Music Canada           | 3× Platino    | 3▲            | 240 000 | [ 59 ] |
| Estados Unidos | RIAA                   | 2× Platino    | 2▲            | 2 000   | [ 60 ] |
| Italia         | FIMI                   | Oro           | ●             | 15 000  | [ 61 ] |
| Nueva Zelanda  | RIANZ                  | Platino       | ▲             | 15 000  | [ 62 ] |
| Reino Unido    | BPI                    | Oro           | ●             | 400 000 | [ 63 ] |
| Suiza          | IFPI (Suiza)           | 2× Platino    | 2▲            | 60 000  | [ 64 ] |

## Historial de lanzamientos
| País           | Fecha                   | Formato                                | Ref.          |
| -------------- | ----------------------- | -------------------------------------- | ------------- |
| Estados Unidos | 13 de diciembre de 2011 | Top 40/Mainstream and Rhythmic airplay | [ 3 ] [ 4 ]   |
| Noruega        | 27 de enero de 2012     | Descarga digital - Remixes EP          | [ 65 ]        |
| Finlandia      | 27 de enero de 2012     | Descarga digital - Remixes EP          | [ 65 ]        |
| Suiza          | 27 de enero de 2012     | Descarga digital - Remixes EP          | [ 65 ]        |
| Italia         | 27 de enero de 2012     | Descarga digital - Remixes EP          | [ 65 ]        |
| Austria        | 27 de enero de 2012     | Descarga digital - Remixes EP          | [ 65 ]        |
| Países Bajos   | 27 de enero de 2012     | Descarga digital - Remixes EP          | [ 65 ]        |
| Francia        | 30 de enero de 2012     | Descarga digital - Remixes EP          | [ 65 ]        |
| Luxemburgo     | 30 de enero de 2012     | Descarga digital - Remixes EP          | [ 65 ]        |
| Suecia         | 30 de enero de 2012     | Descarga digital - Remixes EP          | [ 65 ]        |
| Singapur       | 30 de enero de 2012     | Descarga digital - Remixes EP          | [ 65 ]        |
| Portugal       | 30 de enero de 2012     | Descarga digital - Remixes EP          | [ 65 ]        |
| Nueva Zelanda  | 30 de enero de 2012     | Descarga digital - Remixes EP          | [ 65 ]        |
| España         | 31 de enero de 2012     | Descarga digital - Remixes EP          | [ 65 ]        |
| Estados Unidos | 14 de febrero de 2012   | Descarga digital - Remixes EP          | .             |
| Canadá         | 14 de febrero de 2012   | Descarga digital - Remixes EP          | .             |
| Alemania       | 9 de marzo de 2012      | Sencillo en CD                         | [ 66 ] [ 67 ] |
| Reino Unido    | 20 de marzo de 2012     | Sencillo en CD                         | [ 66 ] [ 67 ] |

## Apariciones en los medios
- La canción fue utilizada en uno de los comerciales de televisión de Fanta, en Colombia.[cita requerida]

## Sucesión en listas
| Anterior: «Hotel Nacional» de Gloria Estefan | Hot Dance Club Songs — Sencillo N.º 1 11 de febrero de 2012 — 17 de febrero de 2012 | Siguiente: «You da One» de Rihanna |